# Dulce Pontes
Dulce Pontes (wym. [ˈduɫs(ɨ) ˈpõtɨʃ]; ur. 8 kwietnia 1969 w Montijo koło Lizbony) – portugalska piosenkarka, autorka tekstów i kompozytorka, tworząca głównie piosenki popowe i folkowe, sama definiuje się jako „artystka world music”.
Jej twórczość przyczyniła się do odrodzenia w latach dziewięćdziesiątych XX wieku portugalskiej miejskiej muzyki folkowej, znanej jako fado. Obdarzona jest silnym, dramatycznym i łatwo przekazującym emocje głosem, uznawana jest za jedną z najsłynniejszych i najbardziej cenionych portugalskich wokalistek.

## Biografia i twórczość
Początkowo Dulce Pontes zamierzała zostać pianistką. Zdecydowała się na karierę piosenkarki po tym, jak w wieku 18 lat wygrała konkurs w swym rodzinnym mieście. Wkrótce potem zaczęła próbować swych sił jako aktorka w portugalskiej telewizji i teatrze. W 1991 z piosenką „Lusitana Paixão” wygrała krajowe eliminacje do Konkursu Piosenki Eurowizji, dzięki czemu reprezentowała Portugalię w konkursie rozgrywanym w Rzymie. W finale zajęła ósme miejsce.
W 1992 wydała swój debiutancki album, zatytułowany Lusitana. Zawierał on lekkie utwory popowe z elementami muzyki folk. Nie był to jeszcze repertuar wychodzący naprzeciw możliwościom, ambicjom i wyobraźni artystki. W 1993 wydała następną płytę, zatytułowaną Lágrimas. Album ten prezentował iberyjską muzykę folk, głównie fado.
Umiejętność mieszania tradycyjnego fado ze współczesnymi stylami muzyki i nieustanne poszukiwanie nowych form muzycznej ekspresji szybko stało się znakiem rozpoznawczym twórczości Dulce Pontes. Należy jednak też zauważyć, że na albumie Lágrimas znalazły się dwie pieśni fado („Lágrima” i „Estranha forma de vida”) nagrane na żywo w studiu i zaśpiewane w zgodzie ze wszystkimi wymogami fado klasycznego. To dwa utwory przyczyniły się do tego, że Dulce Pontes została natychmiast obwołana następczynią legendarnej pieśniarki fado Amalii Rodrigues. Największym sukcesem albumu stała się piosenka „A canção do mar”, która z czasem stała się jedną z najbardziej znanych poza granicami kraju piosenek portugalskich, wielokrotnie nagrywaną i śpiewaną przez artystów na całym świecie (m.in. przez Sarah Brightman, która z „A canção do mar” uczyniła główny motyw muzyczny swego albumu Harem). Utwór „A canção do mar” pojawił się też na ścieżce dźwiękowej hollywoodzkiego filmu Lęk pierwotny z Richardem Gere'em i Edwardem Nortonem w rolach głównych.
W 1995 wydała album Brisa do coração, nagrany na żywo podczas koncertu artystki 6 maja w Porto. Następny album, zatytułowany 'Caminhos, wydała w 1996. Utrzymany on był w podobnej konwencji jak Lágrimas, ale krytyka uznała go za dojrzalszy, bardziej harmonijny i pozbawiony nieudanych pomysłów aranżacyjnych.
W 1999 zaprezentowała album O Primeiro Canto, który krytycy zgodnie uznali za najlepszy i najambitniejszy w dorobku artystki. Nowości pojawiające się na tym albumie to elementy jazzu (w nagraniu albumu uczestniczyła ceniona portugalska wokalistka jazzowa Maria João) oraz fakt, że album ten jest prawie w całości akustyczny. Wiele z utworów na nim się znajdujących zostało napisanych przez Dulce. W poszukiwaniu materiału i inspiracji do tego albumu artystka zjeździła wiejskie regiony Portugalii, odszukując i wydobywając z zapomnienia stare tradycyjne melodie i instrumenty. Śpiewa na tym albumie nie tylko po portugalsku, ale też w innych językach iberyjskich – galicyjskim i mirandyjskim.
W 2002 wydała album kompilacyjny, zatytułowany Best Of. Rok później zaprezentowała kolejną płytę studyjną, zatytułowaną Focus, która nagrała w ścisłej współpracy i pod patronatem włoskiego kompozytora muzyki filmowej Maestro Ennio Morricone. Zaśpiewała kilka znanych i cenionych utworów Morricone, ale znalazły się na płycie również nowe kompozycje, napisane przez Morricone. Focus został nagrany w całości we Włoszech, zawiera utwory śpiewane po portugalsku, hiszpańsku, włosku i angielsku.

## Współpraca i koncerty
Poza Ennio Morricone, Dulce Pontes współpracowała między innymi z takimi światowej sławy artystami jak Andrea Bocelli, Cesária Évora, Caetano Veloso, Marisa Monte, Carlos Nuñez, The Chieftains i Kepa Junkera. Duet z angolskim artystą Waldemarem Bastosem jest jednym z ciekawszych utworów na płycie O Primeiro Canto. W duecie z grecką artystką Eleftherią Arvanitaki Dulce Pontes śpiewała po grecku (owoc tej współpracy znajduje się na płycie Eleftherii zatytułowanej Ekpompi).
Działalność koncertowa odgrywa bardzo dużą rolę w karierze Dulce Pontes. Poza ojczystą Portugalią Dulce koncertuje bardzo często w Hiszpanii (jest tam najpopularniejszą portugalską artystką) oraz w Grecji.

## Dyskografia
- Lusitana (1992)
- Lágrimas (1993)
- Brisa do Coração (1995)
- Caminhos (1996)
- Primeiro Canto (1999)
- Best Of (2002)
- Focus (2003)
- O coração tem três portas (2006)[1]
- Momentos (2010)